# Where Moth and Rust Destroy
Where Moth and Rust Destroy è un album dei Tourniquet. Il titolo è un riferimento a Matteo 6:19.  Tutti gli assoli di chitarra su questo album sono stati eseguiti da Marty Friedman eccetto la traccia 4 e 7, eseguiti da Bruce Franklin.

## Tracce
1. Where Moth and Rust Destroy – 7:15
2. Restoring the Locust Years – 3:30
3. Drawn and Quartered – 8:12
4. A Ghost at the Wheel – 4:18
5. Architeuthis – 6:50
6. Melting the Golden Calf – 6:54
7. Convoluted Absolutes – 5:37
8. Healing Waters of the Tigris – 9:31
9. In Death We Rise – 7:02

## Formazione

### Gruppo
- Ted Kirkpatrick - batteria, chitarra ritmica, dulcimer, bouzouki a 8 corde
- Luke Easter - voce
- Steve Andino - basso

### Altri musicisti
- Marty Friedman - prima chitarra
- Bruce Franklin - prima chitarra
- Dave Bullock - violino